# Ynys Bery
Ynys Bery est une île du pays de Galles située dans le Pembrokeshire, au sud-ouest de l'Ynys Cantwr.

## Étymologie
Selon William Basil Jones (en), son nom signifie « Île Faucon » en gallois.

## Histoire
En 1903, le S.S. Graffoe, un bateau à vapeur de 2 996 tonnes reliant Glasgow à Buenos Aires avec du charbon, heurte l'île de Ramsey et coule à l'extrémité nord d'Ynys Bery ; il se trouve à une profondeur de 15 m.